# Onoseris albicans
Onoseris albicans là một loài thực vật có hoa trong họ Cúc. Loài này được (D.Don) Ferreyra mô tả khoa học đầu tiên năm 1944.